# Ernst Lévy
Ernst Levy (Basilea, 18 de novembre de 1895 - Morges (Vaud), 19 d'abril de 1981), fou un compositor, pianista, musicòleg i director d'orquestra suís.
Va començar la seva carrera pianista molt jovenet a la seva ciutat natal, on va aparèixer per primera vegada en públic als sis anys amb el Concert de Haydn en D major. Ernst Levy va estudiar amb Egon Petri i Raúl Pugno. El 1910, va acabar els seus estudis al Conservatori de Basilea, on Hans Huber, un dels seus mestres, Levy li va dedicar el seu Concert en D major per a piano. També va seguir a la Universitat de Basilea cursos de musicologia, filosofia i història de l'art. La seva precocitat li va valer una cita anticipada com a substitut de Hans Huber, que va caure malalt el 1917. Va ensenyar la classe de virtuosisme al Conservatori de Basilea quan tenia a penes 20 anys. Va abandonar aquest lloc el 1921 per anar a París. Després de guanyar la seva vida com a pianista i com a professor de música, el 1928 va fundar la Filharmònica de París amb qui va interpretar les grans obres vocals i es va establir com a director d'orquestra. També es dedicà al periodisme com a crític musical.
Els esdeveniments polítics de la dècada de 1930 seran el motiu de la presència de Lévy a Europa. Realment no volia tornar a la seva terra natal, i emigrà als Estats Units on es va fer una carrera, no només com a compositor i intèrpret, sinó també com a professor de música, ja que ensenya a diferents institucions com el New England Conservatory de Boston, el Vermont Bennington College, la Universitat de Chicago, l' Institut de Tecnologia de Massachusetts i el Brooklyn College. Va ser durant la seva estada en aquest país amfitrió que va escriure la major part de la seva obra, quinze simfonies i multitud de peces per a cor i orquestra de cambra. Finalment, en col·laboració amb el seu amic Siegmund Levarie, va escriure un llibre d'acústica, titulat Tone seguit més tard per un segon llibre, el Diccionari de morfologia musical, també escrit amb Levarie.
Una vegada jubilat, va tornar a Suïssa el 1966 i es va traslladar a Morges on es dedicà exclusivament a la composició i l'escriptura.